# Aspergillus flavipes
Aspergillus flavipes är en svampart som först beskrevs av Bainier & R. Sartory, och fick sitt nu gällande namn av Thom & Church 1926. Aspergillus flavipes ingår i släktet Aspergillus och familjen Trichocomaceae.   Inga underarter finns listade i Catalogue of Life.